# Physokentia tete
Espèce
Classification phylogénétique
Statut de conservation UICN

 NT  : Quasi menacé
Physokentia tete est une espèce de plantes du genre Physokentia de la famille des Arecaceae (Palmae, les palmiers).